# Football aux Jeux sud-asiatiques de 1989
Navigation
Édition précédente Édition suivante
En 1989, la quatrième édition du Football aux Jeux d'Asie du Sud a eu lieu du 20 au 26 octobre au Pakistan, dans la ville de Islamabad. 
La compétition a été organisée par la Fédération de football d'Asie du Sud.
Le Pakistan a remporté son premier titre en battant le Bangladesh en finale.

## Compétition

### Groupe A
| Équipe     | J | V | N | D | BM | BE | DB | Pts |
| ---------- | - | - | - | - | -- | -- | -- | --- |
| Bangladesh | 2 | 1 | 1 | 0 | 4  | 1  | +3 | 3   |
| Inde       | 2 | 1 | 1 | 0 | 3  | 2  | +1 | 3   |
| Sri Lanka  | 2 | 0 | 0 | 2 | 1  | 5  | -4 | 0   |

     Équipe qualifiée; Pts = points; J = joués; G = gagnés; N = nuls; P = perdus;

Bp = buts pour; Bc = buts contre; Diff = différence de buts
| Date       | Équipe 1   | Résultat | Équipe 2  |
| ---------- | ---------- | -------- | --------- |
| 21 octobre | Bangladesh | 3 - 0    | Sri Lanka |
| 23 octobre | Bangladesh | 1 - 1    | Inde      |
| 25 octobre | Inde       | 2 - 1    | Sri Lanka |

### Groupe B
| Équipe   | J | V | N | D | BM | BE | DB | Pts |
| -------- | - | - | - | - | -- | -- | -- | --- |
| Pakistan | 2 | 1 | 1 | 0 | 2  | 0  | +2 | 3   |
| Népal    | 2 | 0 | 2 | 0 | 0  | 0  | 0  | 2   |
| Maldives | 2 | 0 | 1 | 1 | 0  | 2  | -2 | 1   |

     Équipe qualifiée; Pts = points; J = joués; G = gagnés; N = nuls; P = perdus;

Bp = buts pour; Bc = buts contre; Diff = différence de buts
| Date       | Équipe 1 | Résultat | Équipe 2 |
| ---------- | -------- | -------- | -------- |
| 20 octobre | Maldives | 0 - 0    | Népal    |
| 22 octobre | Pakistan | 0 - 0    | Népal    |
| 24 octobre | Pakistan | 2 - 0    | Maldives |

### Match pour la3eplace
| 26 octobre 1989 | Inde | 2 – 1 | Népal | Islamabad |  |
|                 |      |       |       |           |  |

### Finale
| 26 octobre 1989 | Pakistan | 1 – 0 | Bangladesh | Islamabad |  |
|                 |          |       |            |           |  |